# 少年 (1969年の映画)
『少年』（しょうねん）は、1969年7月26日に公開された大島渚監督の日本映画。創造社とATGの提携製作による1000万円映画（低予算映画）路線の作品である。実際に発生した当たり屋一家事件をモデルにし、全国縦断ロケを敢行したロードムービーである。

## あらすじ
戦争で傷を負ったことで定職につかない男とその先妻の息子（少年）。男の後妻とその連れ子（チビ）。家族の絆が希薄な一家は当たり屋で生計を立てている。一箇所で仕事を続けると足がつくという理由で、一家は次々と場所を変えて旅をする。少年は車の前に飛び出す恐怖と両親への抵抗から何度も逃げ出そうと試みるが、結局は逃げた後に味わう孤独に打ちのめされて家族の元に帰るしかなかった。そして、一家は反目しあいながら、とうとうその先には海しかない北海道の最北端まで辿り着くのだが…。

## 解説
モデルとなっているのは、1966年9月3日に大阪西成警察署に逮捕された高知県出身の当たり屋夫婦の事件である。自動車の前に飛び出してわざと車にぶつかり、法外な治療費や示談金を取る当たり屋犯罪自体は当時既に珍しいことではなくなっていたが、この夫婦の場合、子供（10歳）に当たり役をやらせていたことや、全国各地を転々とし、計47件、被害総額百数十万円（毎日新聞東京本社の独自調査に基づく数字）という先例のない事件であったことから、新聞社会面は各紙とも連日このニュースの続報で騒ぎ立てた。
デビュー作の『愛と希望の街』（1959年）以来常に犯罪を映画のテーマに据えてきた大島渚は、この事件に衝撃を受けて映画化を決意し、脚本家の田村孟とともに綿密な調査を重ねてシナリオにまとめ上げた。『新宿泥棒日記』や『無理心中日本の夏』などで、全共闘時代の暴力性やアングラブームに支持を表明してきた大島だったが、全国縦断ロケの映像美や少年の繊細な心理描写が前面に押し出される『少年』では映画づくりの原点に立ち戻り、少年の目を通して見た家族と民族の崩壊劇という自身の一貫したテーマを織り込みながらも、それを誇張のないドラマとして描いてみせて、自身や当時の映画の傾向とは一線を画した。
大島はATG1000万円映画路線の制約下で全国縦断ロケを敢行するにあたり、スタッフ・キャストを最小限に絞り込んだ。映画完成後は、大島と小山明子夫人をはじめとする創造社のスタッフが全国の映画館を回って映画の上映を依頼し、販路拡大キャンペーンを展開した。
少年を演じる阿部哲夫は、養護施設に収容されていた孤児であった。阿部には映画公開後、養子の申し出があったが、本人はそれを断って施設に戻り、映画界とも縁を切っている。チビを演じた木下剛志は1970年に山田洋次監督作品『家族』に出演している。

## ロケ地
- 高知県高知市
- 広島県尾道市
- 岡山県倉敷市
- 福岡県北九州市
- 松江城(島根県松江市)
- 城崎温泉(兵庫県城崎町(現・豊岡市))
- 兵庫県竹野町(現・豊岡市)
- 天橋立(京都府宮津市)
- 福井県福井市
- 群馬県高崎市
- 山形県山形市
- 秋田県秋田市
- 北海道後志・歌志内
- 宗谷岬(北海道稚内市)
- 北海道小樽市・札幌市

## スタッフ
- 製作：中島正幸、山口卓治
- 監督：大島渚
- 脚本：田村孟
- 撮影：吉岡康弘、仙元誠三
- 音楽：林光
- 美術：戸田重昌
- 録音：西崎英雄
- 編集：浦岡敬一
- 助監督：小笠原清

## キャスト
- 父＝渡辺文雄
- 母＝小山明子
- 少年＝阿部哲夫
- チビ＝木下剛志
- 運転手の一人＝尹隆道
- ナレーター＝戸浦六宏 ※クレジットなし
- ナレーター＝小松方正 ※クレジットなし

## 受賞データ
- 第43回キネマ旬報ベスト・テン日本映画部門第3位
※第1位＝心中天網島（篠田正浩監督）、第2位＝私が棄てた女（浦山桐郎監督）
- 第24回毎日映画コンクール女優助演賞（小山明子）